# W.W.グレインジャー
W.W.グレインジャー（W. W. Grainger, Inc.）は、1927年にウィリアム・ウォレス・グレインジャー（ビル・グレインジャー）氏によってシカゴで設立されたアメリカのフォーチュン500に入る産業用品販売会社である。

## 解説
ウィリアム・W・グレインジャーは、消費者に安定したモーターを供給を提供するために同社を設立し、 現在、モーター、照明、マテリアルハンドリング、ファスナー、配管、工具、安全用品、在庫管理サービス、技術サポートなど世界中で300万人以上の顧客にサービスを提供している。
売上は通常、小売販売よりも企業間取引によるものが主要で約598の支店網、オンライン・チャネル（Grainger.com、KeepStock、eProcurementなど）、33の配送センターを通じてサービスを提供している。

## 歴史
同社は、1927年にイリノイ州シカゴでウィリアム・ウォレス・グレインジャーが企業向けサプライヤーとして創業し、1928年にW.W.グレインジャー社として法人化した。 初期の売上は主にポストカードとカタログによる通信販売であった。当初カタログと呼ばれていたMotorBookは、今日のグレインジャー・カタログの基礎となっている。1936年までに、顧客サービス向上のため15の支店を設立し、現在、イリノイ州レイクフォレストに本社を構えている。
1967年には、株式公開企業となり、高収益企業として株主への配当金が45年連続で増加している。上場以来一貫して成長を続け、2019年末時点で年間売上高115億米ドルを計上している。

### デジタル事業
1995年、grainger.comウェブサイトが電子カタログで開設され、後にeコマース・プラットフォームへと進化した。
2016年、Internet Retailer誌で北米11位のeコマース小売業者に選ばれた。
2019年には、米国におけるグレインジャーの注文の70％以上がデジタルチャネル（Grainger.com、在庫管理システム、eProcurementを含む）を経由して発生された。

## 子会社
グレインジャーの子会社Zoro Tools, Inc.とウェブサイトzoro.comは2011年に立ち上げられ、ウェブのみの取引ベースのモデルを通じて米国の中小企業市場にサービスを提供する一方、grainger.comは主に大中規模の顧客にサービスを提供している。
モノタロウは2000年にグレインジャーと住友商事の合弁会社として設立された。モノタロウはオンラインのみの事業で、日本およびその他のアジア市場にサービスを提供している。
2020年に中国のGrainger ChinaとオランダのFaboryを売却した。

## 買収
- 2015年9月1日 クロムウェル・グループ・ホールディングス（UK）[15][16]リミテッド 株式売買契約に基づく当初の買収総額は3億1,000万ポンド（4億7,600万ドル）[17]
- 2013年12月3日 セーフティ・ソリューションズ・インコーポレイテッド 買収額は3,000万ドル（取得現金控除後）[18][19]
- 2013年8月23日： E&R Industrial Sales Inc. 買収金額は116百万ドル（取得現金控除後[20][21]
- 2012年12月31日： ペンシルバニア州ウースターのテクニツール社[22]。買収金額は4,000万ドル（取得現金控除後）[23][24]
- 2012年4月2日 アンフライクソ[25][26]
- 2011年8月31日： 買収額は3億4,600万ドル（取得現金控除後）[27][28][29]
- 2010年10月14日 セーフティサーティファイド[30][31]
- 2009年11月18日 アライアンス・エナジー・ソリューションズ[32][33]
- 2009年10月13日 インペリアル・サプライ[34][35][33]

## 企業評価
グレインジャーは2013年、フォーチュン誌の「働きたい会社トップ100」に選ばれた。その理由として、勤続5年の従業員には給与の20％が退職金に加算されるという、手厚い利益分配制度が挙げられた。しかし、利益分配制度は2021年に廃止された。